# Сосно (озеро, Полоцкий район)
Со́сно (бел. Со́сна) — озеро в Полоцком районе Витебской области в бассейне Дрожбитки (приток Сосницы).
Площадь поверхности озера 1,25 км². Длина 1,7 км, наибольшая ширина 0,9 км. Площадь водосборного бассейна — 127 км². Наибольшая глубина составляет 6 метров. Высота над уровнем моря — 136,6 м.
Котловина озера вытянута с севера на юг и состоит из двух плёсов, разделённых островом (0,8 га) и узким мысом. Высота склонов котловины до 3 м, на севере и востоке озера до 8 м. Берега низкие и заболоченные. Озеро зарастает слабо.
Через озеро протекает река Дрожбитка (бел. Дражбітка).
Название озера Сосно связано с финским sose, soseen «болото, грязь».